# Игла, Джонатан
Джо́натан И́гла (англ. Jonathan Igla) — сценарист и продюсер. Игла написал и продюсировал множество шоу, в том числе телесериалы «Безумцы» (2007 — 2015), «Подача» (2016), «Сожалею о вашей утрате» (2018), «Ясновидец» (2016), «Бриджертоны» (2020). В 2021 году являлся главным сценаристом и исполнительным продюсером сериала Disney+ «Соколиный глаз» от компании Marvel Studios.

## Карьера
Игла наиболее известен своей работой над сериалом «Безумцы» (2007 — 2015) канала AMC. Он начал работать в качестве сценариста в 2010 году и стал исполнительным редактором сюжетов. В 2015 году он писал сценарий для сериала Showtime «Мастера секса» (2015). В 2016 году он был сценаристом и сопродюсером шоу «Подача». В 2016 году он работал сценаристом и продюсером второго сезона сериала «Ясновидец» (2016), написав сценарий двух эпизодов. Также он работал контролирующим продюсером и сценаристом драматического сериала Facebook Watch «Сожалею о вашей утрате» (2018). В 2020 году он стал сопродюсером исторической драмы от Netflix «Бриджертоны». В сентябре 2019 года было объявлено, что он станет главным сценаристом и шоураннером телесериала Disney+ «Соколиный глаз» от Marvel Studios, премьера которого состоялась в ноябре 2021 года. В 2021 году Игла был номинирован на премию «Эмми» в категории «Лучший драматический сериал» за телесериал «Бриджертоны» (2020).

## Фильмография
| Год         | Название               | Известен как | Известен как            | Комментарии                                                                 |
| Год         | Название               | Сценарист    | Продюсер                | Комментарии                                                                 |
| ----------- | ---------------------- | ------------ | ----------------------- | --------------------------------------------------------------------------- |
| 2007 – 2015 | Безумцы                | Да           | Нет                     | Сценарист 6 эпизодов, а также редактор сюжетов и их исполнительный редактор |
| 2015        | Мастера секса          | Да           | Нет                     | Эпизод: «High Anxiety»                                                      |
| 2016        | Подача                 | Да           | Да                      | Сопродюсер, автор сценария: «Wear It»                                       |
| 2016        | Ясновидец              | Да           | Да                      | Написал сценарий к сериям: «Карма Хамелеон», «Карл Великолепный»            |
| 2018        | Сожалею о вашей утрате | Да           | Да                      | Контролирующий продюсер, написал сценарий к сериям: «17 Unheard Messages»   |
| 2018        | Age of Sail            | Да           | Нет                     | Короткометражный фильм                                                      |
| 2020        | Бриджертоны            | Нет          | Да                      | Соисполнительный продюсер                                                   |
| 2021        | Соколиный глаз         | Да           | Исполнительный продюсер | 1 сезон (6 эпизодов)                                                        |

## Награды и номинации
| Год  | Награда                        | Категория                                                                   | Работа      | Результат | Прим.  |
| ---- | ------------------------------ | --------------------------------------------------------------------------- | ----------- | --------- | ------ |
| 2011 | OFTA Television Award          | Лучший сценарий в драматическом сериале                                     | Безумцы     | Победа    |        |
| 2011 | Премия Гильдии сценаристов США | Драматический сериал                                                        | Безумцы     | Победа    | [ 10 ] |
| 2013 | OFTA Television Award          | Лучший сценарий в драматическом сериале                                     | Безумцы     | Номинация |        |
| 2013 | Премия Гильдии сценаристов США | Драматический сериал                                                        | Безумцы     | Номинация | [ 11 ] |
| 2014 | OFTA Television Award          | Лучший сценарий в драматическом сериале                                     | Безумцы     | Победа    |        |
| 2014 | Премия Гильдии сценаристов США | Драматический сериал                                                        | Безумцы     | Номинация | [ 11 ] |
| 2015 | Премия Гильдии сценаристов США | Драматический сериал                                                        | Безумцы     | Номинация | [ 11 ] |
| 2015 | Премия Гильдии сценаристов США | Лучший сценарий в эпизоде драматического сериала (за эпизод «A Day's Work») | Безумцы     | Номинация | [ 11 ] |
| 2016 | Премия Гильдии сценаристов США | Драматический сериал                                                        | Безумцы     | Победа    | [ 11 ] |
| 2021 | Прайм-таймовая премия «Эмми»   | Лучший драматический сериал                                                 | Бриджертоны | Номинация | [ 9 ]  |